# Triglyphus formosanus
Triglyphus formosanus är en tvåvingeart som beskrevs av Tokuichi Shiraki 1930. Triglyphus formosanus ingår i släktet gallblomflugor, och familjen blomflugor.
Artens utbredningsområde är Taiwan. Inga underarter finns listade i Catalogue of Life.